# 罗兹 (波兰)
罗兹（發音：[wutɕ] ⓘ）是位於波兰中部的城市，也是罗兹省首府，人口約65萬，為波蘭第三大城市。羅茲在波兰语中原意為「小船」，體現在市旗和市徽上。
罗兹在全球化与世界城市研究网络中被评为全球影响力“充足性”（ Sufficiency ）级别，其国立电影学院在国际上享有盛誉，该学院培养了包括安德烈·華依達和羅曼·波蘭斯基在内的波兰最著名演员和导演。 2017 年，该市入选联合国教科文组织颁布的全球创意城市网络，并被命名为联合国教科文组织电影之都。 有“波兰的好莱坞”之称。

## 历史

### 农业时期的罗兹
罗兹这地方首次被记载的时间是1332年，以Łodzia 村为名记录在文件上的。1423年国王瓦迪斯瓦夫二世对「罗兹村」颁布了成为城市的权利。由此直至18世纪罗兹都一直是马佐夫舍与西里西亚贸易通道之间的贸易小镇。16世纪罗兹只有少于800人，大部分是为邻近的农庄工作。
在1793年第二次瓜分波兰之后，罗兹成为了普鲁士治下的一个城市，并更名了一个德语化的名称Lodsch。1798年普鲁士将其德国化，并失去了库亚维教区主教所在城市的地位。1806年罗兹加入了华沙公国，1815年成为了俄国控制的波兰王国的一部分。

### 工业时期的罗兹
1820年斯坦尼斯瓦夫·斯塔什伊茨（Stanisław Staszic）开展了一个计划，将罗兹由一个农业小镇发展成为现代工业中心。劳工持续涌进罗兹，从欧洲各地来的商人和工匠令罗兹成为整个俄罗斯帝国中纺织制造的中心。1825年开了第一间纺纱厂，14年后第一间波兰与俄国以蒸汽推动的工厂于罗兹开始运作。从欧洲各地迁入罗兹的人民来到了一个「應許之地」（波兰语 : Ziemia obiecana，罗兹的别名）。当中有很多是来自萨克森等南德意志地区和波希米亚，但亦有些是来自葡萄牙、英格兰、法国及爱尔兰等较远的国家。但是有三群聚落占罗兹的主要人口并对市内的大部分发展作出了贡献。他们是：波兰人、德国人和犹太人。	 
1850年俄国废除了它与波兰王国之间的海关关卡；因邻近不远有一个庞大的俄国市场，现时罗兹的工业可以自由发展。很快该市成为了波兰王国的第二大城市。1865年罗兹第一条铁路开通（由罗兹到科卢什基，是华沙-维也纳铁路的支线），之后与华沙及比亚韦斯托克等城市连接的铁路亦很快建成。1823年–1873年这段时间，城市的人口每十年增长一倍。1870年–1890年是该市历史工业发展最蓬勃的时间。	  

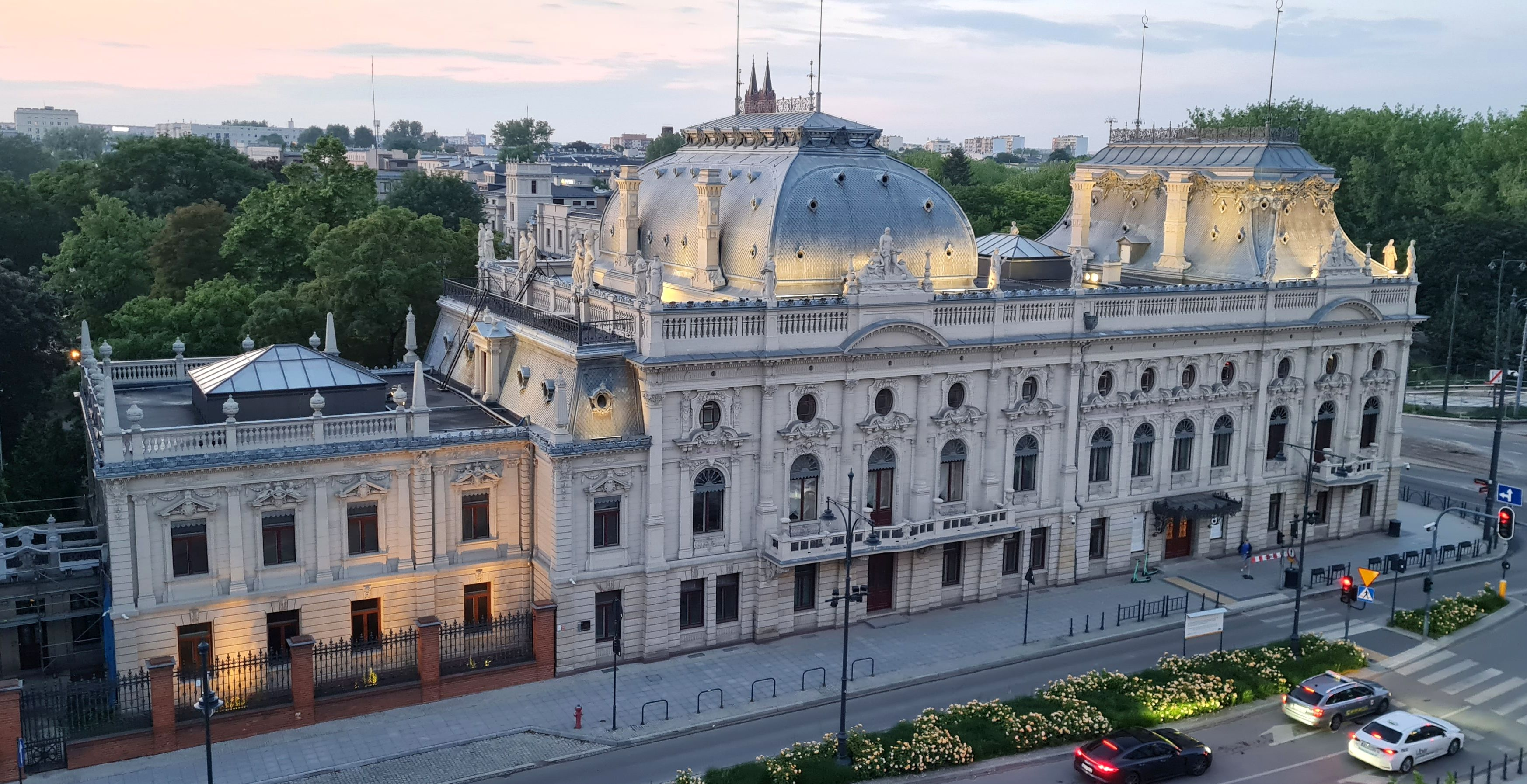
以色列波兹南斯基宫

罗兹很快成为社会主义者活动的中心。1892年一次大型的罢工瘫痪了罗兹大部分的工厂。1899年，瓦迪斯瓦夫（Władysław）和安東尼·克萊門斯基（Antoni Krzemiński）兄弟在Piotrkowska街创立了波兰第一家电影院「Gabinet Iluzji」。同年，未来的波兰元帅约瑟夫·毕苏斯基和他的妻子玛丽亚·毕苏斯卡在罗兹定居。他们在该市编辑和印刷波兰地下出版社，为此他们于1900年被奥克拉纳逮捕，然后被监禁在华沙城堡。1905年俄国革命时俄国警察杀死了超过300名工人。在第一次世界大战这危机即将发生之前，罗兹人口仍然持续增长直至1914年。这年罗兹刚成为了全球人口密度最高的工业城市（每平方公里有13,280人）。

亚历山大·涅夫斯基东正教教堂

一战开始后，1914年末在邻近罗兹的地方发生了一场主要战役，称罗兹战役，结果令德军占领罗兹，结果这座城市在12月6日后被德国占领，但随着波兰在1918年11月恢复独立，当地居民解放了这座城市并解除了武装德军。第一次世界大战后，罗兹失去了大约40%的居民，主要是由于干旱、疾病、污染，主要是因为该市德国人口的大规模驱逐。

### 1918年之后
1922年罗兹成为了罗兹省的首府，但人口持续膨胀的时期已经停止。布尔什维克革命（1917年）和俄国内战（1918年–1922年）之后，与东方的贸易宣布结束。但1930年的经济大萧条和与德国的「关税战争」令波兰的纺织品亦失去了往西方的市场。所以在两次大战之间的时间，罗兹成为了一个工人示威和骚乱经常发生的城市。9月13日1925年一个新的机场──罗兹瓦迪斯瓦夫·雷蒙特机场（Łódź Władysław Reymont Airport），开始在邻近罗兹附近运作。
在战争的时期罗兹仍然是一个多民族的城市，1931年的数据显示罗兹的604,470名人口中，波兰人有315,622人（占52.21%），犹太人有202,497人（佔33.49%），而德国人有86,351人（占14.28%）（种族是以他们所说的语言判定）。

### 第二次世界大战

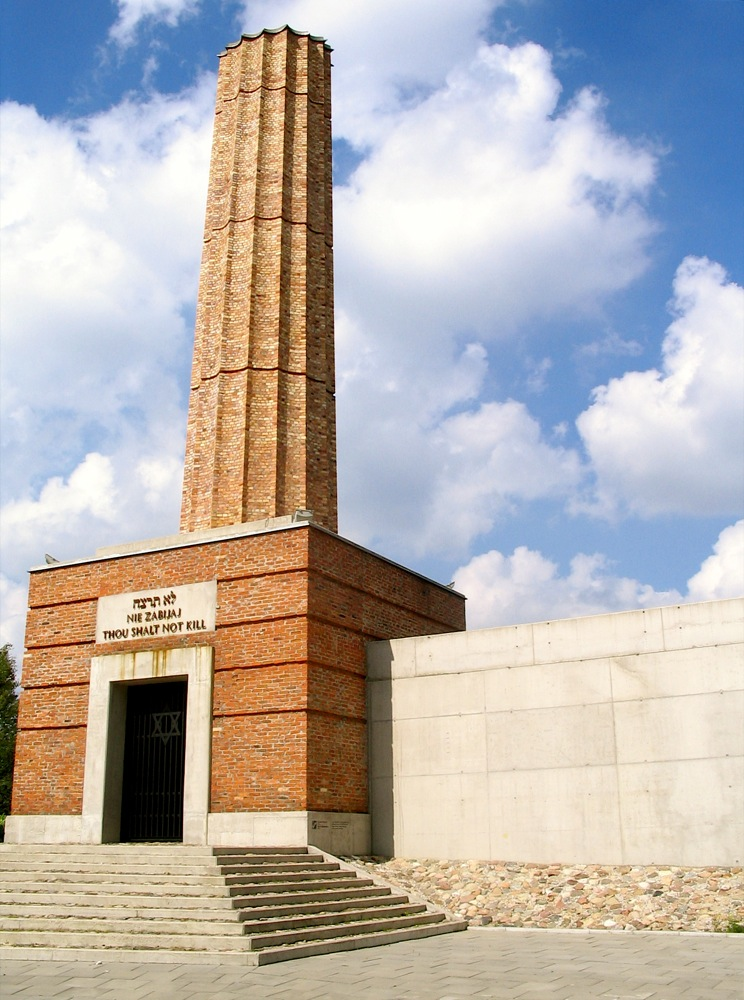
罗兹犹太人大屠杀纪念碑，悼念二战时被送往死亡集中营的犹太人

当德国入侵波兰的时候尤利乌斯·隆梅尔将军麾下罗兹军团的波兰军队对抗德军的进攻。但是德国防卫军都于9月8日攻下罗兹。尽管德军计划将罗兹成为帝国内附属波兰总督府的一块飞地，但纳粹掌权者尊重該区的政府首长阿图尔·格赖泽尔（Arthur Greiser）和该城所有德国人的意愿，于1939年11月将罗兹合并到第三帝国内。该市得到一个新名字，利茲曼施塔特（Litzmannstadt，又称利茨曼城），以第一次世界大战夺取罗兹的德军将军卡尔·利茨曼（Karl Litzmann）命名。然而，很多罗兹的犹太人拒绝签署条约成为德国境外的德国人，代替被波兰总督府驱逐。很快纳粹当局就在罗兹设立了罗兹犹太人贫民区，区内住了超过20萬名犹太人。1944年8月清洗贫民区之后区内只剩下900个存活者。罗兹邻近地区的数个集中营和灭绝营是用作囚禁该区的非犹太人口，其中最臭名昭著的拉多戈什奇监狱（Radogoszcz）和数个小型的集中营是用作囚禁罗姆人和波兰小孩的。

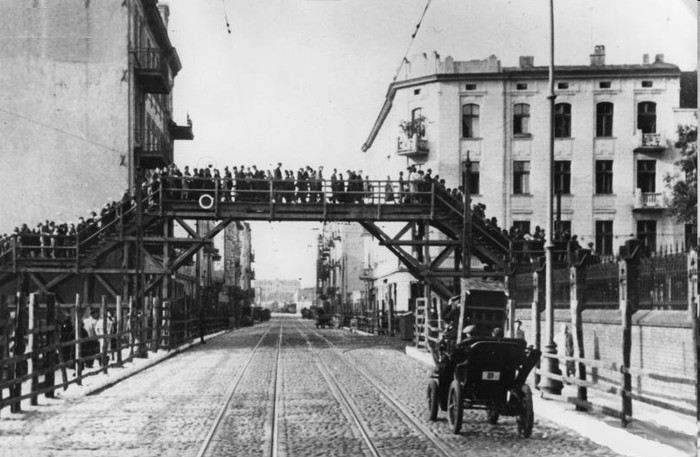
横跨罗兹犹太人贫民区两处地段的木桥

第二次世界大战完结的时候罗兹损失了42萬名人口：30萬犹太人和大约12萬名波兰人。1945年1月罗兹大部分的德国人都因害怕红军而逃离罗兹。由于德军征用了罗兹的所有工厂和机械，并将其运回德国，所以罗兹亦遭受巨大的损失。除了小部分是受到空袭和战斗而破坏之外，罗兹大部分的基础建设其实都是因为德军的行动而被破坏殆尽。

### 1945年后

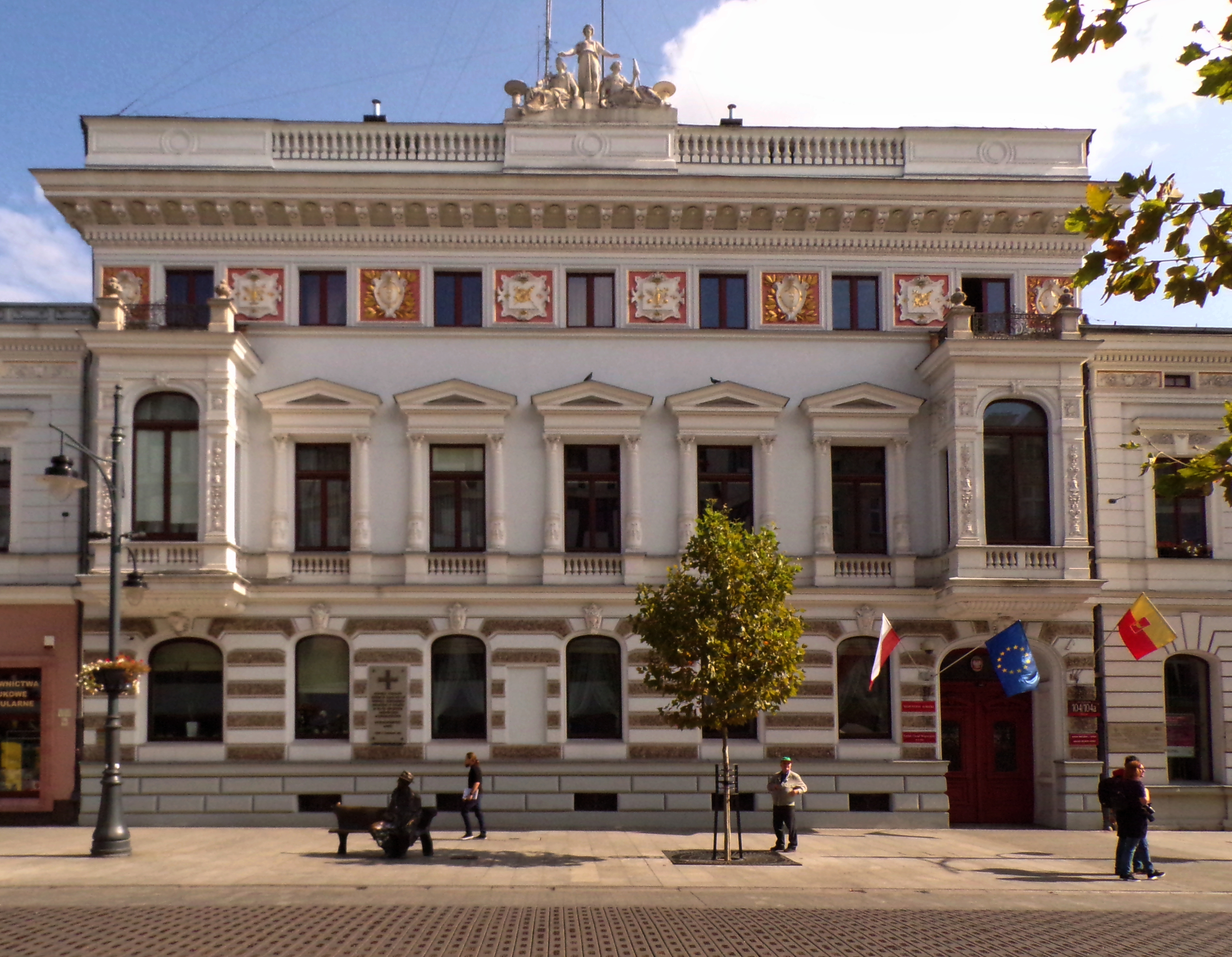
罗兹市政厅

在1945年早期，罗兹人口少于300,000人。但是，很快人口再度上升，由华沙和其它苏军占领区来的难民都来到了罗兹。由于华沙起义及一连串事件使华沙受到严重摧残，波兰政府与大部分行政机构于1948年之前都在罗兹办公，罗兹成为了波兰事实上的首都。有人建议让罗兹成为永久的首都，但建议没有受到支持，1948年华沙开始重建。
在第二次世界大战之后，于波兰共产党统治下，很多企业家都因公司被当局国有化而失去了财产。罗兹再一次成为工业的主要中心。
波兰在90年代的经济转型之后，大部分的企业亦重新被私有化。

### 历史人口变化

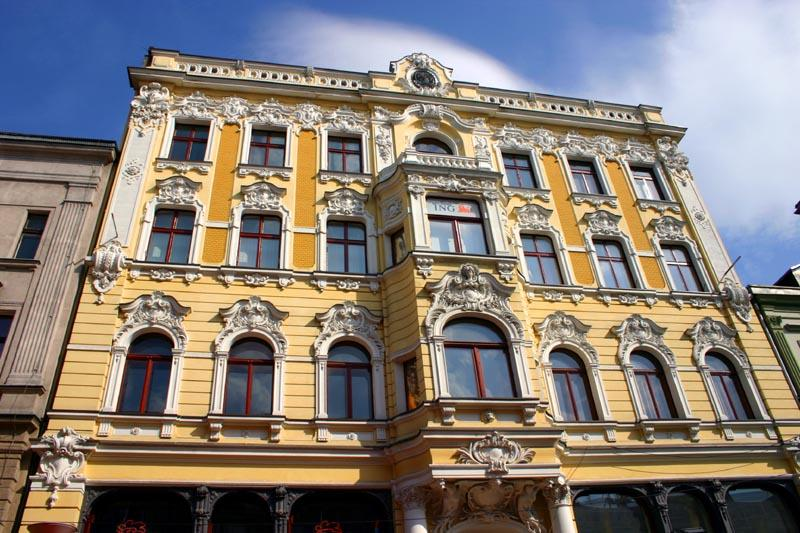
皮奥积高华斯卡街

- 1793年：190人
- 1806年：767人
- 1830年：4,300人
- 1850年：15,800人
- 1880年：77,600人
- 1905年：343,900人
- 1925年：538,600人
- 1990年：850,000人
- 2003年：781,900人
- 2005年：767,628人
- 2016年：698,688人

## 旅游

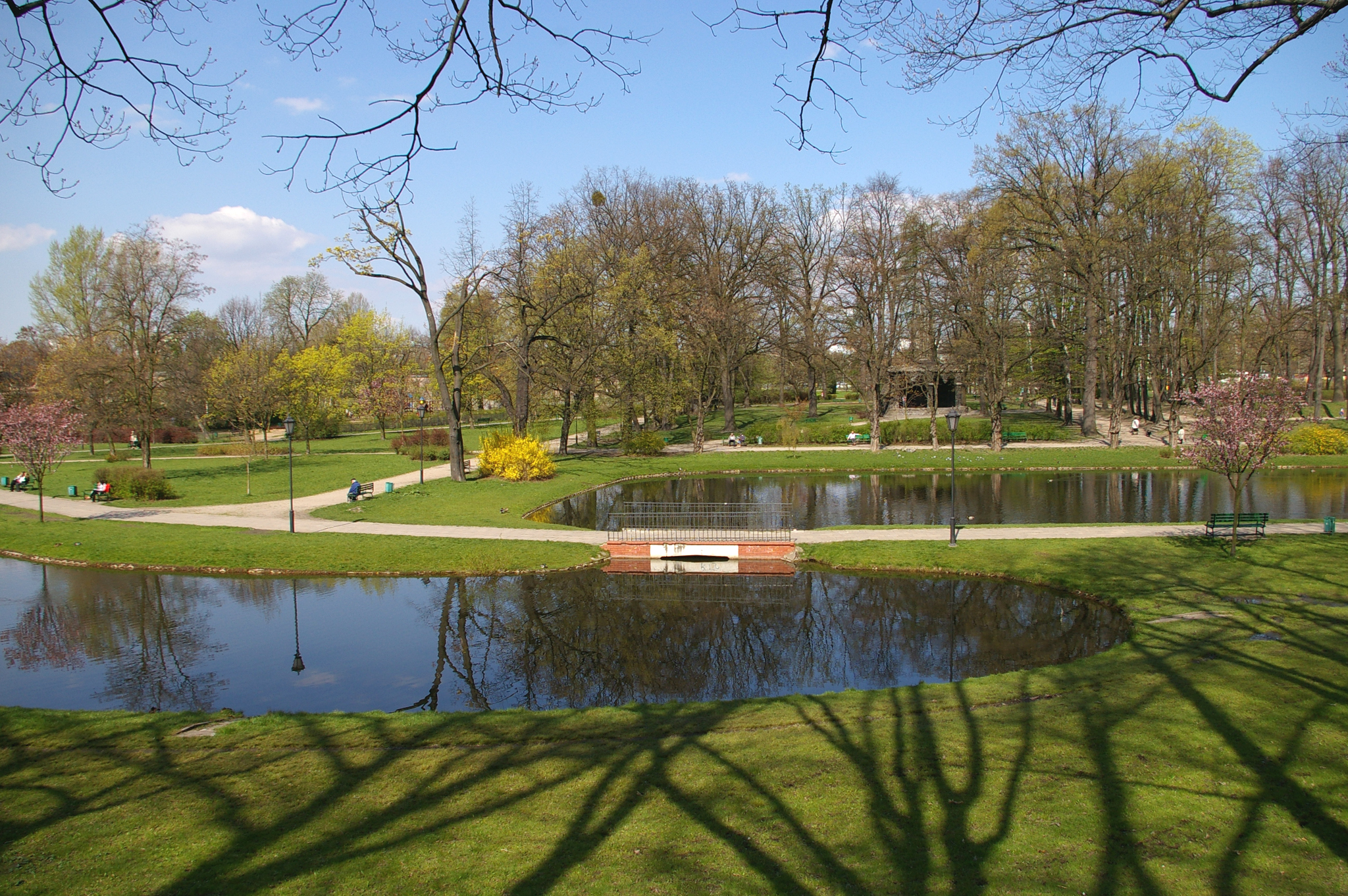
罗兹的一个公园

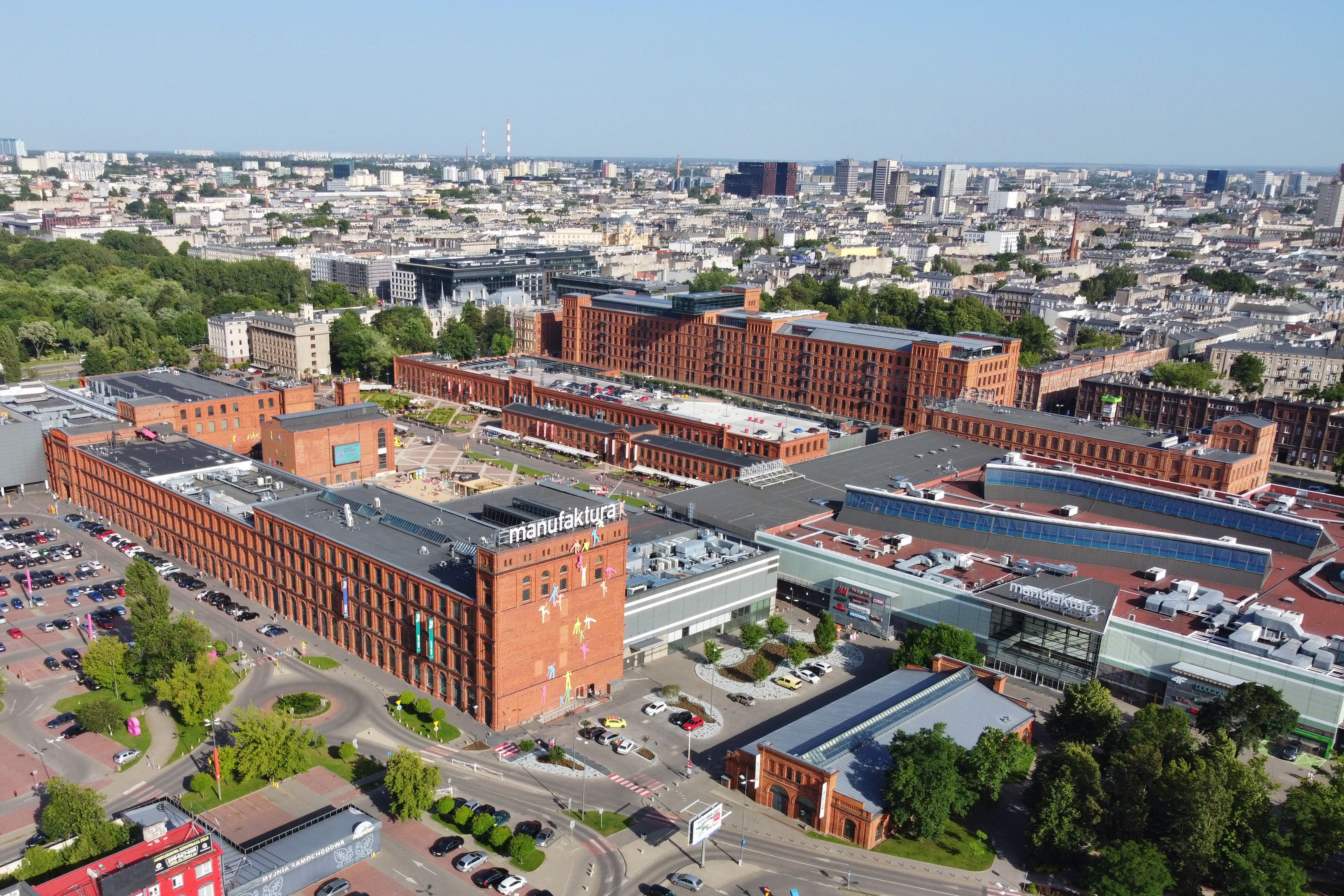
位於羅茲市中心的「工坊」（Manufaktura）複合式商業設施，由19世紀興建的紡織廠整修而成

来到罗兹的旅客都会被吸引到皮奥积高华斯卡街参观，街道南北全长大约四公里，令其成为全球最长的商业街。近来该街道正在重修，拥有很多能够追溯至19世纪的漂亮建筑，拥有脱离邦联时期的建筑风格。观光的最佳时间是春至到初秋时分，由一间酒吧散步至皮奥积高华斯卡街的另一间当中，令你感受到这个特别城市的友善气氛。
虽然罗兹没有任何山脉或大型的水系，但其中一个可以亲近自然的方法就是城市的无数个公园，最特别的数个就是Łagiewniki (全欧最大的城市公园)、Zdrowie和Poniatowski。罗兹动物园，和罗兹植物公园亦给市民提供愉快的消闲机会。
罗兹拥有波兰其中一间最好的现代美术馆，Muzeum Sztuki on Więckowskiego Street ，展示当代重要的波兰艺术家作品。除了不适合的摆放地方之外（很多令人难忘的画像和雕塑放在地下室作收藏），其它的作品亦值得一看，这些作品并计划搬至较多空间的新馆。

## 经济
由于罗兹地区的水含有适合纺织的化合物，所以在1990年之前，罗兹的经济主要是由十九世纪开始发展的纺织制造工业支撑。正因为此，罗兹的人口由1840年的13,000人增长至1913年的500,000人。在第一次世界大战之前，罗兹刚成为了全球人口密度最高的工业城市，每平方公里有13,280人。纺织业在1990至1991年间不断衰落，现时罗兹已经没有一间主要的纺织企业。但是，数以百计的小型企业仍然提供大量的纺织品出口，大多数是出口到俄罗斯或前苏联的加盟共和国。	 

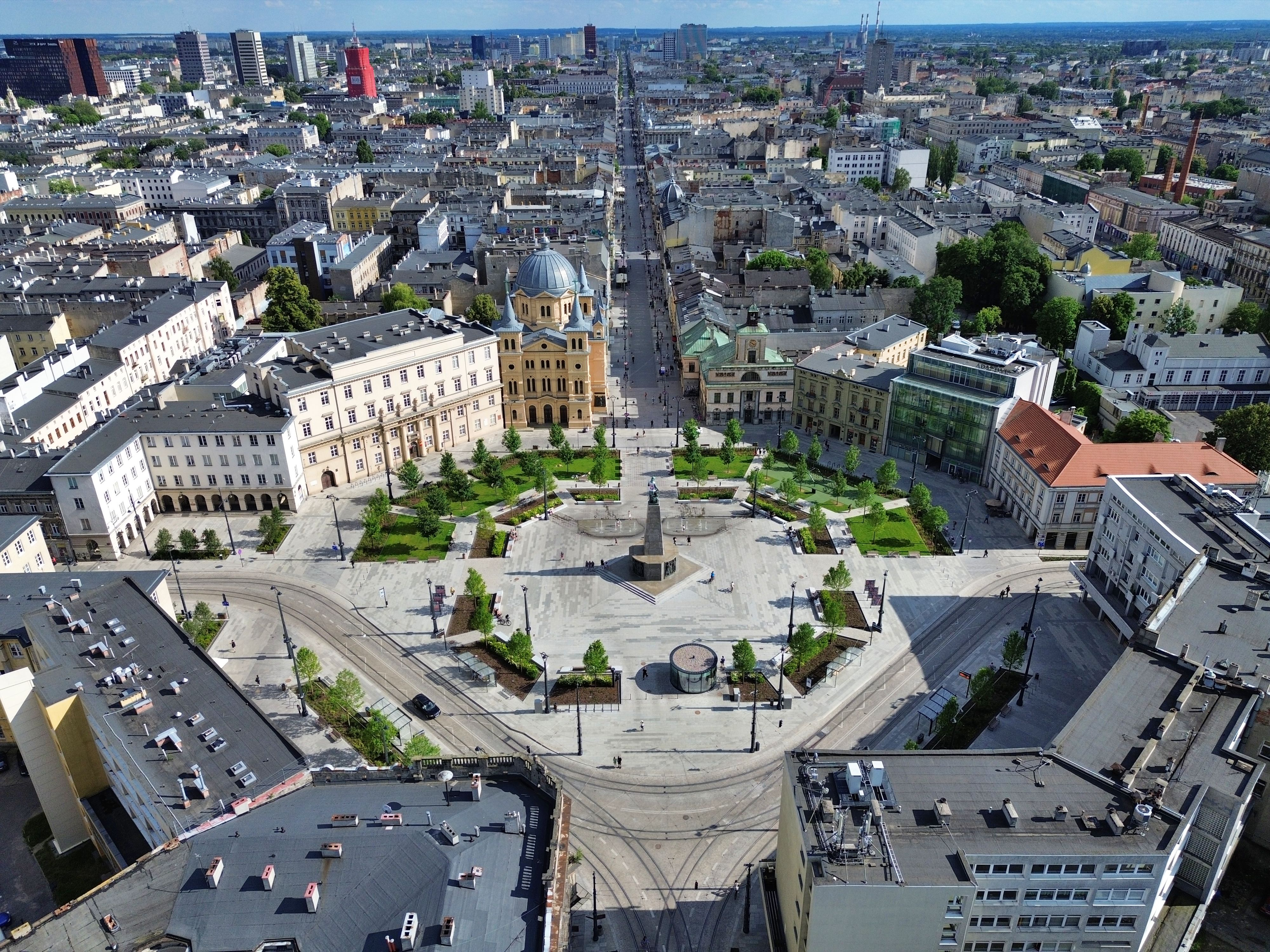
皮奥积高华斯卡街

罗兹位于波兰中部，并因而得利。一系列的公司都在罗兹设立他们的物流中心。两条计划中的高速公路，波兰A1高速公路横跨波兰南北，波兰A2高速公路则东西横跨波兰，两条公路都将会在罗兹东北交汇。当这些高速公路大约于2010年建成之后，罗兹位于波兰中部这个优点更加会被突显出来。与华沙连接的铁路已完全不合时宜，137公里的路程火车需要行驶接近两小时，所以现时已经着手更新。在未来数年之内大部分的轨道都会更改到适合时速达160公里的火车行驶，令时间缩短至大约75 分钟。在未来一条连接罗兹与华沙的真正高速铁路亦会开始兴建。当这些建设完成的时候，罗兹与华沙将有机会发展成单一的城市群。	 

## 教育
罗兹拥有三间波兰的主要大学及一众高等教育的学校。罗兹最多学生入读的第三级学院包括:	 
- 罗兹大学（Uniwersytet Łódzki）
- 罗兹科技大学（Politechnika Łódzka）
- 罗兹医科大学（Uniwersytet Medyczny w Łodzi）
- 罗兹国立电影学院（Państwowa Wyższa Szkoła Filmowa, Telewizyjna i Teatralna w Łodzi）
- 罗兹音乐学院（Akademia Muzyczna w Łodzi ）

## 罗兹的名人
部分在罗兹出生或工作的名人：

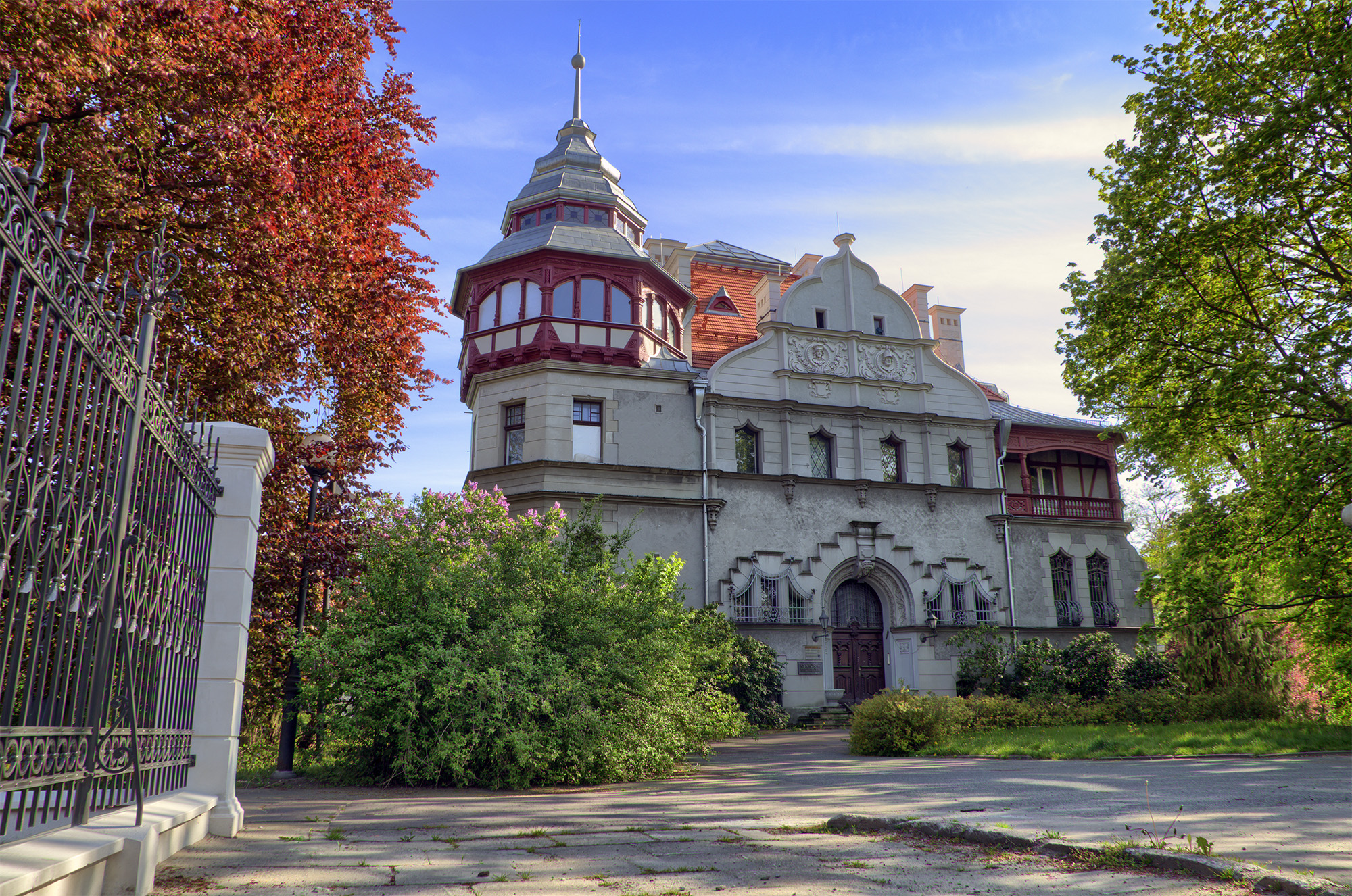
罗兹科技大学校长办公室，建于1904年

- 克日什托夫·基斯洛夫斯基，波兰电影导演、剧作家（著名作品：《三色》、《十诫》）
- 丹尼爾·里伯斯金，建筑师，世界貿易中心一號大樓设计师
- 罗曼·波兰斯基，电影导演（著名作品：《钢琴战曲》）
- 瓦迪斯瓦夫·雷蒙特，1924年诺贝尔文学奖得主
- 约瑟夫·罗特布拉特，1995年诺贝尔和平奖得主
- 阿图尔·鲁宾斯坦，钢琴家

## 政治

### 罗兹选区
罗兹全体选民选出的市下议会成员： 
- Małgorzata Bartyzel (PiS)
- Mirosław Drzewiecki (PO)
- Jarosław Jagiełło (PiS)
- Elżbieta Jankowska (SLD)
- Piotr Krzywicki (PiS)
- Piotr Misztal (Samoobrona)
- Sylwester Pawłowski (SLD)
- Joanna Skrzydlewska (PO)
- Ewa Sowińska (LPR)
- Iwona Śledzińska-Katarasińska (PO)

罗兹全体选民选出的市上议会成员： 
- Stefan Niesiołowski (PO)
- Elżbieta Więcławska-Sauk (PiS)

## 友好城市
- 葡萄牙
- 德国 開姆尼茨
- 德国
- 拉脫維亞 維爾紐斯
- 法國 里昂
- 西班牙 穆爾西亞
- 乌克兰
- 乌克兰 利沃夫
- 瑞典 厄勒布魯
- 墨西哥
- 芬兰
- 以色列 特拉維夫
- 中国 天津市
- 中国 成都市
- 中国 廣州市
- 匈牙利 塞格德[6]
- 臺灣 臺南市[7]

因2022年俄羅斯入侵烏克蘭, 羅茲市在3月2日同時斷絕俄羅斯的伊萬諾沃和加里寧格勒，以及白俄羅斯的首都明斯克的姊妹市關係。

## 備注
1. ↑  又譯洛次、洛茲、烏茨